# Futbol'nyj Klub Spartak Moskva
Il Futbol'nyj Klub Spartak-Moskva (in russo Футбольный Клуб Спартак-Москва?), meglio noto internazionalmente come Spartak Moskva e in italiano come Spartak Mosca, è la sezione calcistica della polisportiva russa Spartak Moskva, avente sede nella capitale russa. Milita nella Prem'er-Liga, la massima divisione del campionato russo di calcio.
Nel suo palmarès figurano 12 campionati sovietici (seconda solo alla Dinamo Kiev), 10 campionati russi disputati dal 1992 (con piazzamenti molto buoni, tra cui tre secondi posti di fila), 10 Coppe sovietiche, 4 Coppe di Russia, una Supercoppa di Russia e una Coppa delle Federazioni russe (in tutto 15 coppe nazionali). Ha anche raggiunto la semifinale in ognuna delle tre Coppe europee (nella Coppa dei Campioni 1990-1991, nella Coppa delle Coppe 1992-1993 e nella Coppa UEFA 1997-1998).
La grande rivale dello Spartak è il CSKA Mosca, con cui la contrapposizione è nata negli anni ottanta. Una delle rivalità storiche riguarda, inoltre, lo Spartak e i vicini della Dinamo Mosca. Anche le partite contro il Lokomotiv Mosca e lo Zenit San Pietroburgo attirano migliaia di persone e sono quasi sempre disputate in stadi pieni. Un'altra storica rivalità, raffreddatasi con il crollo dell'Unione Sovietica, è quella con la Dinamo Kiev, una delle squadre leader del campionato sovietico e militante attualmente nel campionato ucraino.
Il soprannome La carne (in russo Мясо?, Mjaso), molto popolare, deriva dal cibo inscatolato dalla fattoria collettiva moscovita che per molti anni sponsorizzò il club.

## Storia

### Epoca sovietica (1922-1991)
Alle origini del calcio russo la maggior parte delle squadre era creata da reparti di polizia ed esercito o da ferrovieri, che davano alle nuove compagini i nomi Dinamo, CSKA e Lokomotiv. In contrasto con la tendenza, lo Spartak Mosca fu costituito il 18 aprile 1922, su proposta di Ivan Artem'ev, come società sportiva di un sindacato operaio che si richiamò a Spartaco, lo schiavo romano che aveva capeggiato una rivolta contro i potenti per la conquista della libertà. Il nuovo club, attivo nel calcio, divenne ben presto "la squadra del popolo". Fu il fondatore Nikolaj Starostin a proporre il nome, dopo aver letto un eponimo su Spartaco scritto da Raffaello Giovagnoli. Sempre a Starostin si deve la creazione del logo dello Spartak. Nel 1935 la squadra entrò a far parte della società sportiva Spartak Mosca.
Nel 1936 lo Spartak vince la seconda edizione del torneo sovietico. Nel 1938 vinse campionato e Coppa dell'URSS
Quando, negli anni sessanta, la popolarità del calcio in Russia divenne maggiore, lo Spartak si confermò squadra egemone, vincendo due campionati in quel decennio. Il club fu poi meno vincente negli anni settanta e nel 1976 retrocesse nella seconda divisione sovietica.
Nelle stagioni seguenti, lo stadio fu sempre pieno poiché i tifosi non abbandonarono la squadra nella divisione inferiore. Lo Spartak ritornò nella serie maggiore l'anno successivo e vinse il titolo nel 1979, davanti alla Dinamo Kiev e grazie ai suoi supporter, questo periodo è considerato l'inizio di un nuovo modo di tifare dell'Unione Sovietica.

### Epoca russa (1991-oggi)
Una nuova pagina nella storia del club cominciò quando l'URSS si dissolse e il suo campionato sovietico cessò di esistere. Nel nuovo campionato russo lo Spartak, guidato dal 1993 dall'allenatore e presidente Oleg Romancev, dominò e vinse 9 campionati dei primi 13, iniziando una striscia di tre vittorie di fila nel 1992.
Nel 1991-1992 lo Spartak, piazzatosi secondo nel campionato sovietico del 1991 dietro il CSKA Mosca, si aggiudicò l'ultima edizione della Coppa dell'URSS e per la decima volta il trofeo battendo per 2-0 in finale proprio il CSKA. Nel 1992 vinse il primo campionato dell'epoca post-sovietica, aggiudicandosi prima il girone B e poi sopravanzando di 7 punti lo Spartak Vladikavkaz. Nel 1992-1993 raggiunse la semifinale della Coppa delle Coppe (eliminato dall'Anversa), mentre negli anni a venire il club avrebbe rappresentato la Russia anche in Champions League. Nel 1993 la squadra rivinse il campionato, cui aggiunse la vittoria della prima edizione della Coppa dei Campioni della CSI. Nel 1994 la squadra vinse campionato (terzo alloro di fila), Coppa dei Campioni della CSI e Coppa di Russia (4-2 ai tiri di rigore in finale contro il CSKA Mosca dopo il 2-2 dei 90 minuti), centrando così il double.
Nel 1995 lo Spartak si piazzò terzo in Vysšaja Liga e fu sconfitto in finale di Coppa di Russia dalla Lokomotiv Mosca, ma rivinse la Coppa dei Campioni della CSI. L'anno dopo toccò a Georgij Jarcev assumere la guida della squadra, che rivinse il campionato grazie al 2-1 contro l'Alanija Vladikavkaz allo Stadio Petrovskij di San Pietroburgo nello spareggio del novembre 1996, resosi necessario dall'arrivo a pari punti delle due compagini in vetta alla classifica. Oleg Romancev, rimasto presidente del club durante la gestione Jarcev, tornò a sedersi sulla panchina dello Spartak nel 1997. Negli anni seguenti le affermazioni consecutive dello Spartak in campionato salirono a sei, dal 1996 al 2001, tutte sotto la guida di Romancev. Particolarmente fruttuosa fu la stagione 1998, quando la squadra ottenne un altro double campionato-Coppa di Russia (1-0 in finale contro il Lokomotiv Mosca) e raggiunse la semifinale di Coppa UEFA, dove fu eliminata dall'Inter poi vincitrice del trofeo.
Il decennio dal 1991 al 2001 vide dunque lo Spartak egemonizzare la massima serie russa, grazie a un organico di livello composto da calciatori quali Andrej Tichonov, Egor Titov (che esordì nel 1995 e divenne poi capitano e bandiera del club), Aleksandr Filimonov, Valerij Karpin, Dmitrij Aleničev, Il'ja Cymbalar', Dmitrij Chlestov e molti altri.

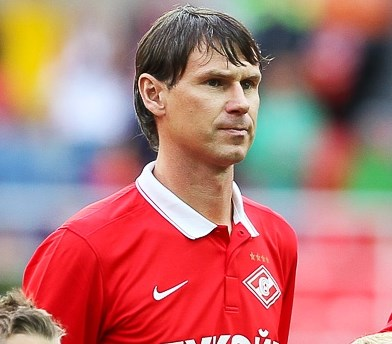
Egor Titov, colonna dello Spartak dal 1995 al 2008

Con l'avvento del XXI secolo la squadra entrò in un periodo di crisi. Nel 2002 la presidenza passò ad Andrej Červičenko. Nella stagione 2001-2002 lo Spartak ebbe un pessimo rendimento in Champions League, dove finì ultimo nel girone con sei sconfitte in sei partite e una differenza reti molto negativa (un gol fatto e 18 subiti).
I problemi iniziarono quando Nikolai Starostin, il patron del club, morì e lasciò la proprietà a Romancev che vendette le sue azioni nel 2000 al magnate del petrolio Andrej Cervičenko. I due furono ben presto ai ferri corti fino a quando Romancev fu licenziato nel 2003, con il club reduce da alcune stagioni di basso livello. Subentrato a campionato in corso, il tecnico italiano Nevio Scala terminò il campionato del 2003 al decimo posto, ma vinse la Coppa di Russia nell'ultima partita con Oleg Romancev come presidente, la finale del giugno 2003 contro il Rostov (1-0).
Nel 2003 lo Spartak fu autorizzato a mettere una stella dorata sul suo stemma in onore dei primi cinque campionati russi vinti (l'ultimo dei quali nel 1997).
Nella primavera del 2004 Cervičenko cedette le proprie azioni. La nuova proprietà (Cervičenko si fece affiancare da Leonid Fedun, vice-presidente) mise in atto parecchi cambiamenti con l'intenzione di ritornare al vertice del campionato russo. La carica di allenatore passò ad Aleksandrs Starkovs e la fascia di capitano a Dmitrij Aleničev; la squadra concluse il campionato 2004 all'ottavo posto. Nel campionato 2005 lo Spartak chiuse il campionato al secondo posto dopo un entusiasmante battaglia, precedendo Lokomotiv, Zenit San Pietroburgo e Rubin per l'ultimo posto utile per la qualificazione alla Champions League.
Nell'aprile 2006 tra il capitano l'allenatore le tensioni esplosero dopo la pubblicazione di un'intervista in cui Aleničev criticava l'operato di Starkovs. Il centrocampista si ritirò dall'attività agonistica, mentre Starkovs fu sollevato dall'incarico. Sotto la guida del nuovo allenatore Vladimir Fedotov, lo Spartak si piazzò secondo in campionato per la seconda volta consecutiva, stavolta solo per aver ottenuto un minor numero di vittorie rispetto al CSKA Mosca (ambo le squadre conclusero a 58 punti e lo Spartak aveva anche una differenza reti migliore). In Coppa di Russia raggiunse la finale, dove fu sconfitto dalla rivale stagionale, il CSKA Mosca, per 3-0.
Nel giugno 2007, dopo una partenza balbettante in campionato, Fedotov fu licenziato e sostituito dall'ex portiere e capitano dello Spartak Stanislav Čerčesov. Nella seconda parte della stagione la squadra fu anche in lotta per il campionato, perso solo all'ultima giornata a causa della sconfitta contro lo Zenit, che chiuse con due punti di margine sui rivali moscoviti.

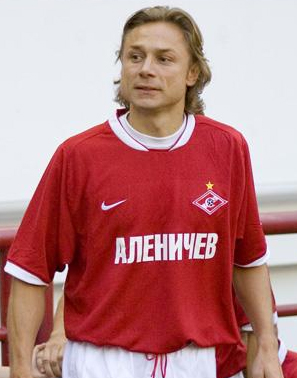
Valerij Karpin ha vestito la maglia dello Spartak per quattro anni negli anni '90, prima di esserne l'allenatore in due riprese, dal 2009 al 2012 e dal 2012 al 2014

Nel 2008, dopo un avvio di campionato altalenante, alla tredicesima giornata lo Spartak perse per 1-5 in casa contro il CSKA. Čerčesov mise fuori rosa le bandiere Egor Titov e Maksym Kalynyčenko (che poco dopo avrebbe lasciato il club), causando l'ora dei tifosi, che chiesero la testa del tecnico e del direttore generale Sergej Šavlo. Ad agosto Šavlo lasciò l'incarico e al suo posto fu nominato Valerij Karpin. Nel play-off di Champions League lo Spartak perse ambo le partite (4-1) contro la Dinamo Kiev e fu eliminata. A Čerčesov successe nel settembre 2008 Michael Laudrup, che portò la squadra all'ottavo posto finale nella massima serie russa.
Nell'aprile 2009, dopo aver raccolto quattro punti nelle prime quattro partite di campionato, Laudrup fu licenziato per far posto a Karpin, che contestualmente mantenne la carica di amministratore delegato. Karpin condusse la squadra a un ottimo secondo posto nel campionato 2009 e l'anno successivo ottenne la quarta piazza, oltre a raggiungere i quarti di finale dell'Europa League 2010-2011 (eliminazione contro il Porto poi vincitore del trofeo). In Coppa di Russia la squadra raggiunse la semifinale, dove perse ai rigori contro il CSKA (i tempi regolamentari e supplementari si chiusero sul 3-3). Nel maggio 2012 si concluse una Prem'er-Liga lunga più del consueto, iniziata nel marzo 2011 e conclusa in primavera seguente per consentire l'adattamento del campionato russo al calendario consueto dei campionati UEFA. Lo Spartak chiuse il torneo al quarto posto nella prima fase e al secondo posto nella seconda fase (poule scudetto), ottenendo così la qualificazione in Champions League.
Nell'aprile 2012 fu reso noto che al termine del campionato 2011-2012 Karpin avrebbe smesso i panni di allenatore, rimanendo comunque direttore generale. Ad allenare lo Spartak fu chiamato, con un contratto biennale, lo spagnolo Unai Emery, reduce dalla positiva esperienza con il Valencia. Sotto la sua guida, la squadra condusse per poco tempo la classifica del campionato 2012-2013, prima stagione del campionato russo conclusa con il ritmo autunno-primavera (da luglio 2012 a maggio 2013), e raggiunse la fase a gironi di Champions League eliminando il Fenerbahçe nel terzo turno preliminare. In Champions League i moscoviti conclusero all'ultimo posto nel girone, con una vittoria e 5 sconfitte in 6 partite. I dissapori tra Emery e alcuni calciatori emersero in tutta la loro gravità dopo la pesante sconfitta interna (1-5) nel derby contro la Dinamo Mosca del novembre 2012, che sancì la fine dell'esperienza di Emery sulla panchina dello Spartak. Il giorno dopo la disfatta lo spagnolo fu, infatti, esonerato e sostituito dal rientrante Karpin, che a sua volta lasciò il posto di direttore generale al giovane Roman Askhabadze. Karpin portò la squadra al quarto posto in campionato.
Nel marzo 2014, dopo mesi di risultati deludenti, Karpin fu esonerato a nove giornate dalla fine del campionato e fu sostituito dal traghettatore Dmitri Gunko, che non tirò fuori la squadra fuori dalla crisi, chiudendo al sesto posto e non riuscendo a qualificare la squadra per le coppe europee dato che il Rostov, giunto settimo, vinse la Coppa di Russia, occupando il posto che sarebbe stato dello Spartak.
Lo Spartak del neo-tecnico svizzero Murat Yakın esordì nel suo nuovo stadio, la Otkrytie Arena, il 5 settembre 2014 (1-1 contro la Stella Rossa). Il nuovo tecnico non andò oltre il sesto posto in campionato. Alla fine della stagione Leonid Fedun diede le proprie dimissioni da presidente del consiglio di amministrazione del club. Lasciarono anche Yakın e il direttore generale Askhabadze, rimpiazzati rispettivamente da Dmitrij Aleničev e Sergei Rodionov. Nello staff tecnico del nuovo allenatore entrarono anche Egor Titov (assistente) e Dmitrij Ananko (allenatore in seconda). Il quinto posto finale garantì la qualificazione all'Europa League.
Nell'agosto 2016 Aleničev non riuscì a qualificare la squadra alla fase a gironi di Europa League (eliminazione già al terzo turno preliminare contro i ciprioti dell'AEK Larnaca) e si dimise. Sulla panchina dello Spartak arrivò l'italiano Massimo Carrera. Rinforzata la rosa con gli innesti di talentuosi calciatori stranieri quali Quincy Promes, Fernando, Zé Luís e Lorenzo Melgarejo e gli arrivi dei giovani Roman Zobnin e Il'ja Kutepov, la squadra riuscì a vincere il titolo dopo sedici anni, con ben 7 punti di vantaggio sulla seconda. Il 7 maggio 2017, a tre giornate dalla fine del campionato, arrivò l'aritmetica certezza del successo, per il tramite della sconfitta per 0-1 dello Zenit contro il Tom Tomsk.
La stagione 2017-2018 si aprì con la vittoria della Supercoppa di Russia, messa in bacheca per la prima volta nella storia del club il 14 luglio 2017, battendo per 2-1 dopo i tempi supplementari il Lokomotiv Mosca grazie alle reti di Luiz Adriano e Quincy Promes. Nella stagione 2017-2018 lo Spartak fece registrare in campionato 18 partite consecutive senza sconfitte (dall'ottava alla venticinquesima giornata) e cinque vittorie consecutive (dalla sedicesima alla ventesima giornata), entrambi record stagionali per la massima divisione russa. In campionato la squadra di Carrera non fu comunque in grado di tenere il passo del Lokomotiv Mosca e chiuse terza. Nella stessa annata lo Spartak tornò a disputare la Champions League, da cui fu eliminato nella fase a gironi con un bilancio di una vittoria, tre pareggi e due sconfitte, risultati valevoli comunque per il terzo posto e il passaggio in Europa League, dove il club russo fu eliminato già ai sedicesimi di finale dall'Athletic di Bilbao.
La stagione 2018-2019 cominciò con l'eliminazione nel terzo turno preliminare di Champions League contro i greci del PAOK. Dopo undici giornate di campionato la squadra si ritrovò al settimo posto, a sette lunghezze dalla capolista Zenit San Pietroburgo. A seguito della sconfitta interna contro l'Arsenal Tula, il 22 ottobre 2018 Carrera fu esonerato e sostituito con lo spagnolo Raúl Riancho, la cui gestione durò solo una ventina di giorni, in cui la squadra ottenne due vittorie (di cui una in Europa League), due pareggi e due sconfitte. Il 12 novembre 2018 allo spagnolo subentrò Oleg Kononov, liberatosi dal contratto con l'Arsenal Tula. In campionato i moscoviti chiusero quinti, mentre in Europa League conclusero all'ultimo posto il girone, con 5 punti ottenuti in 6 partite.
In apertura della stagione seguente lo Spartak, dopo aver eliminato il Thun, fu eliminato agli spareggi di Europa League dal Braga. In campionato quattro sconfitte di fila causarono, il 29 settembre 2019, le dimissioni di Kononov, sostituito ad interim da Serhij Kuznecov per la sola partita in casa del Krasnodar (persa per 2-1). La squadra, decima in campionato dopo dodici giornate, fu quindi affidata a Domenico Tedesco.
Nel 2022 viene annunciata l'acquisizione della squadra da parte di LUKoil.

## Strutture

### Stadio
Lo Spartak gioca alla Lukojl Arena, vicino all'aeroporto di Tušino. La costruzione è iniziata nel 2010 ed è terminata nel 2014. Prima non aveva mai avuto un proprio stadio: la squadra ha giocato in vari stadi moscoviti nel corso della sua storia, tra cui lo Stadio Lužniki, che ufficialmente appartiene ad un'altra squadra moscovita, la Torpedo. Nel 2009 il governo federale ha accettato di concedere gratuitamente il terreno per la costruzione e il club ha provveduto alla costruzione del nuovo stadio.

## Società

### Sponsor
| Sponsor ufficiali - Danieli (1988) - JINDO (1989) - Unipack (1990-1993) - Urengoygazprom (1994-1996) - Akai (1997-1998) - Lukoil (2000-) | Fornitori tecnici - Adidas (1979-2002) - Umbro (2003-2004) - Nike (2005-) |

## Allenatori
- Antonín Fivebr (1936)
- Michail Kozlov (1936)[18]

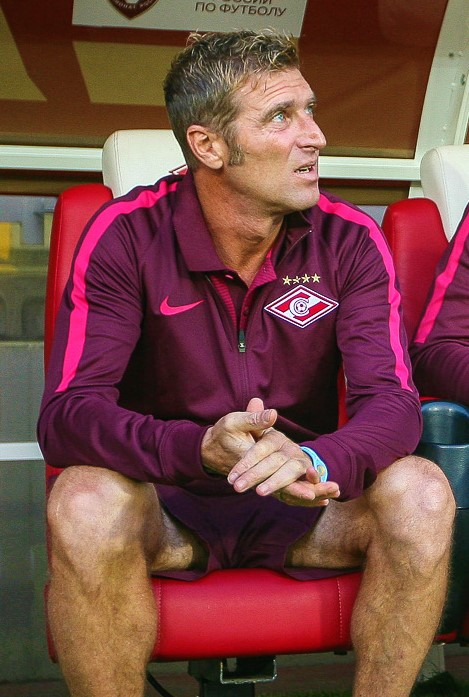
Massimo Carrera, allenatore dello Spartak dal 2016 al 2018

- Konstantin Kvašnin (1937 - 1938; 1944; 1948)
- Pёtr Popov (1938-1939; 1941)
- Vladimir Gorochov (1940; 1942-1943)
- Pëtr Isakov (1945)
- Al'bert Vol'rat (1945-1947)
- Abram Dangulov (1949-1951)
- Georgij Glazkov (1951)
- Vasilij Sokolov (1952-1954)
- Nikolaj Guljaev (1955-1959; 1966; 1973-1975)
- Nikita Simonjan (1960-1965; 1967-1972)
- Sergej Sal'nikov (1967)
- Anatolij Krutikov (1976)
- Konstantin Beskov (1978-1988)
- Oleg Romancev (1989-1995; 1997-2003)
- Georgij Jarcev (1996)
- Andrej Černyšov (2003)
- Vladimir Fedotov (2003; 2006; 2007)
- Nevio Scala (2003-2004)
- Aleksandrs Starkovs (2004-2006)
- Stanislav Čerčesov (2007-2008)
- Igor' Ledjachov (2008)
- Michael Laudrup (2008-2009)
- Sergej Rodionov (2009)
- Valerij Karpin (2009-2012)
- Unai Emery (2012)
- Valerij Karpin (2013-2014)
- Dmitrij Gunko (2014)
- Murat Yakın (2014-2015)
- Dmitrij Aleničev (2015-2016)
- Massimo Carrera (2016-2018)
- Raúl Riancho (2018)
- Oleg Kononov (2018-2019)
- Serhij Kuznecov ad interim (2019)
- Domenico Tedesco (2019-2021)
- Rui Vitória (2021)
- Paolo Vanoli (2021-2022)
- Guillermo Abascal (2022-2024)
- Vladimir Slišković (2024-) (Ad interim)
- Dejan Stanković (2024-)

## Calciatori

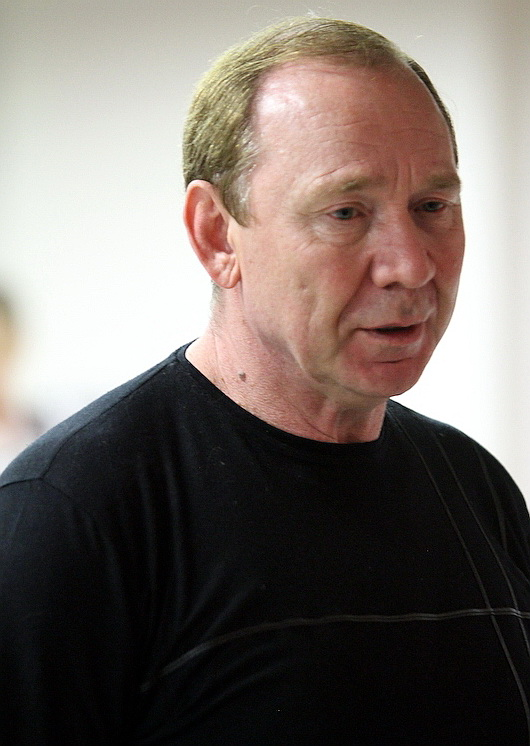
Oleg Romancev, prima giocatore e poi allenatore più vincente nella storia dello Spartak

### Vincitori in nazionale
- Oro olimpico: 12

 Anatolij Il'in (Melbourne 1956)
 Anatolij Isaev (Melbourne 1956)
 Anatolij Maslënkin (Melbourne 1956)
 Igor' Netto (Melbourne 1956)
 Michail Ogon'kov (Melbourne 1956)
 Aleksej Paramonov (Melbourne 1956)
 Sergej Sal'nikov (Melbourne 1956)
 Nikita Simonjan (Melbourne 1956)
 Boris Tatušin (Melbourne 1956)
 Nikolaj Tiščenko (Melbourne 1956)
 Evgenij Kuznecov (Seul 1988)
 Clemente Rodríguez (Atene 2004)
- Bronzo olimpico: 9

 Evgenij Lovčev (Monaco 1972)
 Sergej Ol'šanskij (Monaco 1972)
 Aleksandr Prochorov (Montréal 1976)
 Fëdor Čerenkov (Mosca 1980)
 Vagiz Chidijatullin (Mosca 1980)
 Rinat Dasaev (Mosca 1980)
 Jurij Gavrilov (Mosca 1980)
 Oleg Romancev (Mosca 1980)
 Sergej Šavlo (Mosca 1980)
- Campionato d'Europa: 3

 Anatolij Maslënkin (Francia 1960)
 Anatolij Krutikov (Francia 1960)
 Igor' Netto (Francia 1960)

## Palmarès

### Competizioni nazionali
- Campionati sovietici: 12

1936 (autunno), 1938, 1939, 1952, 1953, 1956, 1958, 1962, 1969, 1979, 1987, 1989
- Campionato russo: 10  (record condiviso con Zenit San Pietroburgo)

1992, 1993, 1994, 1996, 1997, 1998, 1999, 2000, 2001, 2016-2017
- Coppe sovietiche: 10 (record)

1938, 1939, 1946, 1947, 1950, 1958, 1963, 1965, 1971, 1991-1992
- Coppa di Russia: 4

1993-1994, 1997-1998, 2002-2003, 2021-2022
- Coppa delle Federazioni sovietiche: 1

1987
- Pervaja Liga: 1

1977
- Supercoppa di Russia: 1

2017

### Competizioni internazionali
- Coppa dei Campioni della CSI: 6  (record)

1993, 1994, 1995, 1999, 2000, 2001

### Competizioni giovanili
- Blue Stars/FIFA Youth Cup: 1

1991, 1992
- Torneo Internazionale Carlin's Boys: 1

1964
- Torneo Internazionale Maggioni-Righi: 1

2010
- Milk Cup: 1

2006 (Under-16)

### Altri piazzamenti
- Campionato sovietico:

Secondo posto: 1937, 1954, 1955, 1968, 1980, 1981, 1983, 1984, 1985, 1991
Terzo posto: 1936 (primavera), 1940, 1948, 1949, 1957, 1961, 1963, 1970, 1974, 1982, 1986
- Coppa dell'Unione Sovietica:

Finalista: 1948, 1952, 1957, 1972, 1981
Semifinalista: 1944, 1949, 1955, 1964, 1980, 1985-1986
- Coppa delle Federazioni sovietiche:

Semifinalista: 1986, 1988
- Campionato russo:

Secondo posto: 2005, 2006, 2007, 2009, 2020-2021
Terzo posto: 1995, 2002, 2017-2018, 2022-2023
- Coppa di Russia:

Finalista: 1995-1996, 2005-2006
Semifinalista: 1994-1995, 1999-2000, 2006-2007, 2010-2011, 2017-2018, 2019-2020, 2023-2024, 2024-2025
- Supercoppa di Russia:

Finalista: 2004, 2006, 2007
- Coppa dei Campioni:

Semifinalista: 1990-1991
- Coppa delle Coppe:

Semifinalista: 1992-1993
- Coppa UEFA:

Semifinalista: 1997-1998
- Coppa dei Campioni della CSI:

Finalista: 1997, 1998, 2002

## Statistiche

### Statistiche individuali

#### Periodo sovietico
| Primatisti di presenze - 398 - Fëdor Čerenkov (1977-1990; 1991-1993) - 368 - Igor' Netto (1949-1966) - 349 - Gennadij Logofet (1960-1975) - 347 - Galimzjan Chusainov (1961-1973) - 335 - Rinat Dasaev (1977-1988) - 303 - Sergej Rodionov (1979-1990; 1993-1995) - 280 - Jurij Gavrilov (1977-1985) - 269 - Anatolij Krutikov (1958-1969) - 264 - Aleksej Paramonov (1947-1959) - 252 - Vasilij Sokolov (1938-1941; 1942-1951) | Primatisti di reti - 133 - Nikita Simonjan (1949-1959) - 124 - Sergej Rodionov (1979-1990; 1993-1995) - 102 - Galimzjan Chusainov (1961-1973) - 95 - Fëdor Čerenkov (1977-1990; 1991-1993) - 89 - Jurij Gavrilov (1977-1985) - 83 - Anatolij Il'in (1949-1962) - 71 - Jurij Sevidov (1960-1965) - 64 - Sergej Sal'nikov (1946-1949; 1955-1960) - 63 - Aleksej Paramonov (1947-1959) - 55 - Nikolaj Dement'ev (1946-1954) |

#### Periodo post-sovietico
| Primatisti di presenze - 324 - Egor Titov (1995-2008) - 201 - Dmitrij Chlestov (1990-2000; 2002) - 192 - Andrej Tichonov (1992-2000; 2011) - 150 - Dmitrij Ananko (1991-1994; 1995-2002) - 149 - Stanislav Čerčesov (84-87; 89-93; 95; 02) - 147 - Aleksandr Filimonov (1996-2001) - 146 - Il'ja Cymbalar' (1993-1999) - 143 - Dmitrij Aleničev (1994-1998; 2004-2006) - 141 - Roman Pavljučenko (2003-2008) - 136 - Martin Jiránek (2004-2010) | Primatisti di reti - 89 - Roman Pavljučenko (2003-2008) - 87 - Egor Titov (1995-2008) - 68 - Andrej Tichonov (1992-2000; 2011) - 57 - Welliton (2007-2013) - 56 - Vladimir Besčastnych (1990-1994; 2001-02) - 54 - Valerij Šmarov (1987-1991; 1995-1996) - 53 - Quincy Promes (2014-presente) - 42 - Il'ja Cymbalar' (1993-1999) - 40 - Aleksandr Širko (1996-2001) - 36 - Valeriy Kechinov (1993-2000) |

## Organico

### Rosa 2025-2026
Aggiornata al 6 agosto 2025.
| N. |                              | Ruolo | Calciatore        |
| -- | ---------------------------- | ----- | ----------------- |
| 1  | Russia (bandiera)            | P     | Il'ja Pomazun     |
| 2  | Moldavia (bandiera)          | D     | Oleg Reabciuk     |
| 4  | Paraguay (bandiera)          | D     | Alexis Duarte     |
| 5  | Argentina (bandiera)         | C     | Ezequiel Barco    |
| 6  | Serbia (bandiera)            | D     | Srđan Babić       |
| 8  | Brasile (bandiera)           | A     | Marquinhos        |
| 9  | Costa Rica (bandiera)        | A     | Manfred Ugalde    |
| 11 | Trinidad e Tobago (bandiera) | A     | Levi García       |
| 14 | Suriname (bandiera)          | D     | Myenty Abena      |
| 16 | Russia (bandiera)            | P     | Aleksandr Dovbnja |
| 17 | Russia (bandiera)            | A     | Anton Zin'kovskij |
| 18 | Russia (bandiera)            | C     | Nail' Umjarov     |
| 19 | Paraguay (bandiera)          | C     | Jesús Medina      |

| N. |                         | Ruolo | Calciatore                  |
| -- | ----------------------- | ----- | --------------------------- |
| 22 | Russia (bandiera)       | C     | Michail Ignatov             |
| 23 | Russia (bandiera)       | D     | Nikita Černov               |
| 25 | Russia (bandiera)       | C     | Danil Prucev                |
| 28 | Russia (bandiera)       | C     | Daniil Zorin                |
| 35 | Lussemburgo (bandiera)  | C     | Christopher Martins Pereira |
| 47 | Russia (bandiera)       | C     | Roman Zobnin                |
| 68 | Russia (bandiera)       | C     | Ruslan Litvinov             |
| 77 | RD del Congo (bandiera) | A     | Theo Bongonda               |
| 80 | Russia (bandiera)       | D     | Jurij Koledin               |
| 82 | Russia (bandiera)       | C     | Daniil Chlusevič            |
| 97 | Russia (bandiera)       | D     | Daniil Denisov              |
| 98 | Russia (bandiera)       | P     | Aleksandr Maksimenko        |

### Rosa 2024-2025
| N. |                              | Ruolo | Calciatore        |
| -- | ---------------------------- | ----- | ----------------- |
| 1  | Russia (bandiera)            | P     | Il'ja Pomazun     |
| 2  | Moldavia (bandiera)          | D     | Oleg Reabciuk     |
| 4  | Paraguay (bandiera)          | D     | Alexis Duarte     |
| 5  | Argentina (bandiera)         | C     | Ezequiel Barco    |
| 6  | Serbia (bandiera)            | D     | Srđan Babić       |
| 8  | Brasile (bandiera)           | A     | Marquinhos        |
| 9  | Costa Rica (bandiera)        | A     | Manfred Ugalde    |
| 11 | Trinidad e Tobago (bandiera) | A     | Levi García       |
| 14 | Suriname (bandiera)          | D     | Myenty Abena      |
| 16 | Russia (bandiera)            | P     | Aleksandr Dovbnja |
| 17 | Russia (bandiera)            | A     | Anton Zin'kovskij |
| 18 | Russia (bandiera)            | C     | Nail' Umjarov     |
| 19 | Paraguay (bandiera)          | C     | Jesús Medina      |

| N. |                         | Ruolo | Calciatore                  |
| -- | ----------------------- | ----- | --------------------------- |
| 22 | Russia (bandiera)       | C     | Michail Ignatov             |
| 23 | Russia (bandiera)       | D     | Nikita Černov               |
| 25 | Russia (bandiera)       | C     | Danil Prucev                |
| 28 | Russia (bandiera)       | C     | Daniil Zorin                |
| 29 | Portogallo (bandiera)   | D     | Ricardo Mangas              |
| 35 | Lussemburgo (bandiera)  | C     | Christopher Martins Pereira |
| 47 | Russia (bandiera)       | C     | Roman Zobnin                |
| 68 | Russia (bandiera)       | C     | Ruslan Litvinov             |
| 77 | RD del Congo (bandiera) | A     | Theo Bongonda               |
| 80 | Russia (bandiera)       | D     | Jurij Koledin               |
| 82 | Russia (bandiera)       | C     | Daniil Chlusevič            |
| 97 | Russia (bandiera)       | D     | Daniil Denisov              |
| 98 | Russia (bandiera)       | P     | Aleksandr Maksimenko        |